# Lepthyphantes bhudbari
Espèce
Lepthyphantes bhudbari est une espèce d'araignées aranéomorphes de la famille des Linyphiidae.

## Distribution
Cette espèce est endémique du Sikkim en Inde,.

## Publication originale
- Tikader, 1970 : Spider fauna of Sikkim. Records of the Zoological Survey of India, vol. 64, p. 1-83.